# Pajacyki (ćwiczenie)

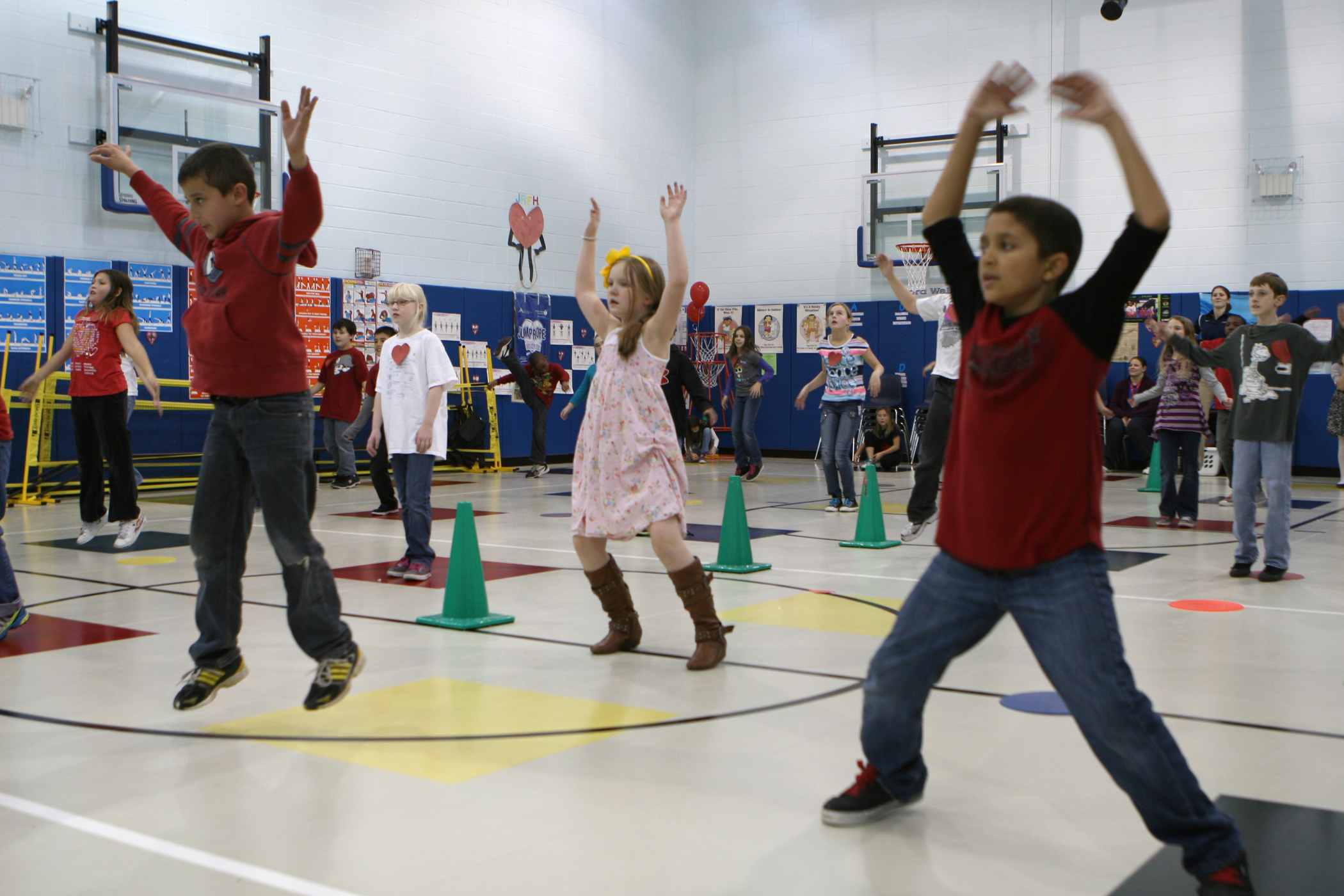
Pajacyki wykonywane przez dzieci w szkole

Pajacyki – aerobowe ćwiczenie fizyczne angażujące różne grupy mięśniowe: mięśnie naramienne, pośladkowe, mięśnie przywodzące i odwodzące w stawie biodrowym, ręce, plecy, nogi. Pajacyki przyspieszają puls, a co za tym idzie – usprawniają dopływ krwi do mięśni, przez co często są stosowane jako element rozgrzewki.

## Pajacyki – wykonanie ćwiczenia
Stajemy w lekkim rozkroku, ręce są spuszczone wzdłuż tułowia, sylwetka wyprostowana, patrzymy przed siebie, łopatki są złączone. W tym samym czasie wykonujemy podskok z rozkrokiem bocznym nóg i uniesienie rąk nad głowę. Następnie powracamy do pozycji wyjściowej i całą czynność powtarzamy.